# Mexikói út (métro de Budapest)
Mexikói út est une station du métro de Budapest. C'est le terminus nord de la  .